# Jablonec, Pezinok
Jablonec este o comună slovacă, aflată în districtul Pezinok din regiunea Bratislava, pe malul râului Gidra⁠(d). Localitatea se află la altitudinea de 160 m deasupra n.m., se întinde pe o suprafață de 8,69 km2 și în 2017 număra 1.026 de locuitori.

## Istoric
Localitatea Jablonec este atestată documentar din 1342.

## Demografie
| An:                | 1994 | 2004   | 2014    | 2024   |
| ------------------ | ---- | ------ | ------- | ------ |
| Număr de persoane: | 751  | 826    | 964     | 1042   |
| Diferență:         |      | +9,98% | +16,70% | +8,09% |

| An:                | 2023 | 2024   |
| ------------------ | ---- | ------ |
| Număr de persoane: | 1035 | 1042   |
| Diferență:         |      | +0,67% |